# ポケモン (企業)
株式会社ポケモン（英: The Pokémon Company）は、ポケットモンスターに関連した事業を行う日本の企業。
ポケットモンスターのプロデュース・ライセンス管理および関連キャラクターグッズの販売、コンピュータゲームの開発・運営や関連商品の専門店であるポケモンセンターの経営を行う。「ポケモンという存在を通して、現実世界と仮想世界の両方を豊かにすること」を企業理念とし、ポケモンというコンテンツを永続的なブランドに育てることを目的に設立された。
東京都港区六本木の六本木ヒルズに本社を置く。任天堂の持分法適用関連会社。

## 歴史
東京都中央区日本橋にポケモンセンタートウキョーの運営を担う法人としてポケモンの原著作権者である任天堂、ゲームフリーク、クリーチャーズの3社の共同出資により1998年4月23日に「ポケモンセンター株式会社」として設立された。
2000年10月に現在の商号に変更し、ポケモンのライセンス関連事業を開始した。この背景には『ポケットモンスター 金・銀』の発売後、商品企画の提案が海外からも含めて増加したことで、当時は任天堂が自社で行っていたライセンス管理業務がパンクしてしまい、ポケモンに関する権利を集約する場が求められていたことにある。また、その際には岩田聡が日本国内外を含めた関連各社 の調整役に立った。
2005年12月13日にはNintendo of Americaが保有する同地域でのポケモンカードゲームのマーケティングおよび流通管理の移管を発表。同月24日には米国子会社のPokémon USAが4キッズエンタテインメントからアジア以外の地域におけるアニメ『ポケットモンスター』の放映権とビデオグラム化権およびトレーディングカードとテレビゲームを除く商品化権の取得を発表し、海外におけるポケモン関連の権利のほとんどが日本のポケモンとPokémon USAに集約された。
2016年にはアメリカのナショナル・フットボール・リーグの優勝決定戦第50回スーパーボウルでポケモン20周年を記念したコマーシャル映像を放映した。この映像はYouTube上でも公開され、スーパーボウル前の再生回数で首位を獲得し、YouTube上の投票で、同試合で放映された52社のCMの中で1位を取った。この出来事について石原は「ポップカルチャーの最も晴れ舞台であるスーパーボウルのハーフタイムショーに流れるCMで最高の評価を得られたというのは転機のように感じますね」とコメントしている。
2016年7月にNianticと共同でリリースした『Pokémon GO』、同年11月にリリースした『ポケットモンスター サン・ムーン』の影響を受け、2017年2月期の決算において最終利益が前期の6億1900万円から25.7倍の159億円2100万円に急増した。その後も最終利益はこの水準を維持し、2021年2月期には186億3000万円を記録した。さらに2022年2月期の最終利益は、期間中に発売した『ポケットモンスター ブリリアントダイヤモンド・シャイニングパール』や『Pokémon LEGENDS アルセウス』などの影響により、2021年度の約2.2倍の413億9200万円に達した。

## 事業
"ポケモンが末永く愛されること"を第一ミッションとして掲げており、ポケモンという1コンテンツしか扱わない一方で、ポケモンに関連する事業であれば何でも関わっている。あらゆる事業の根底には「如何にポケモンを存続させていくのか」という考えがあり、会社の成り立ちから組織までこの考えが基になっている。
企業理念について代表取締役社長の石原恒和はゲーム上でのポケモンの交換を通じて現実世界でコミュニケーションが取られるように、ポケモンが現実世界と仮想世界の媒を担い、「現実世界も仮想世界も両方繋いでリッチにしていきたい」と述べている。

### コンピュータゲーム
コンピュータゲーム『ポケットモンスター』シリーズのプロデュースおよび各国語への翻訳・ローカライズを担っている。コンシューマータイトル以外にもゲームアプリ『Pokémon GO』や『ポケモンマスターズ』などをアプリケーション開発会社などと共同で開発・運営している。
ポケットモンスターの最初のゲームソフトである『ポケットモンスター 赤・緑』の発売日である2月27日を「Pokémon Day」と定め、日本記念日協会の認定を受けている。

### カードゲーム
メディアファクトリーから移管を受け、ビデオゲームソフト『ポケットモンスター』シリーズをモチーフにしたトレーディングカードゲーム『ポケモンカードゲーム』を販売している。2024年3月末時点で15言語版が世界で販売されており、累計製造枚数は648億枚以上。

### 映像
TVアニメ『ポケットモンスター』や映画、バラエティ番組のプロモーションを担当している。アメリカでのTVアニメの放映は、2006年6月3日からの『Pokémon Chronicles（ポケットモンスター サイドストーリー）』から事業として行っている。ポケモンの中国進出に際しては、ゲームに先駆けて映像コンテンツの配信から始めており、2019年5月に中国で公開された『名探偵ピカチュウ』は大ヒットを記録し、6億4000万元（99億2000万円）の興行収入を記録した。

### 直営店舗

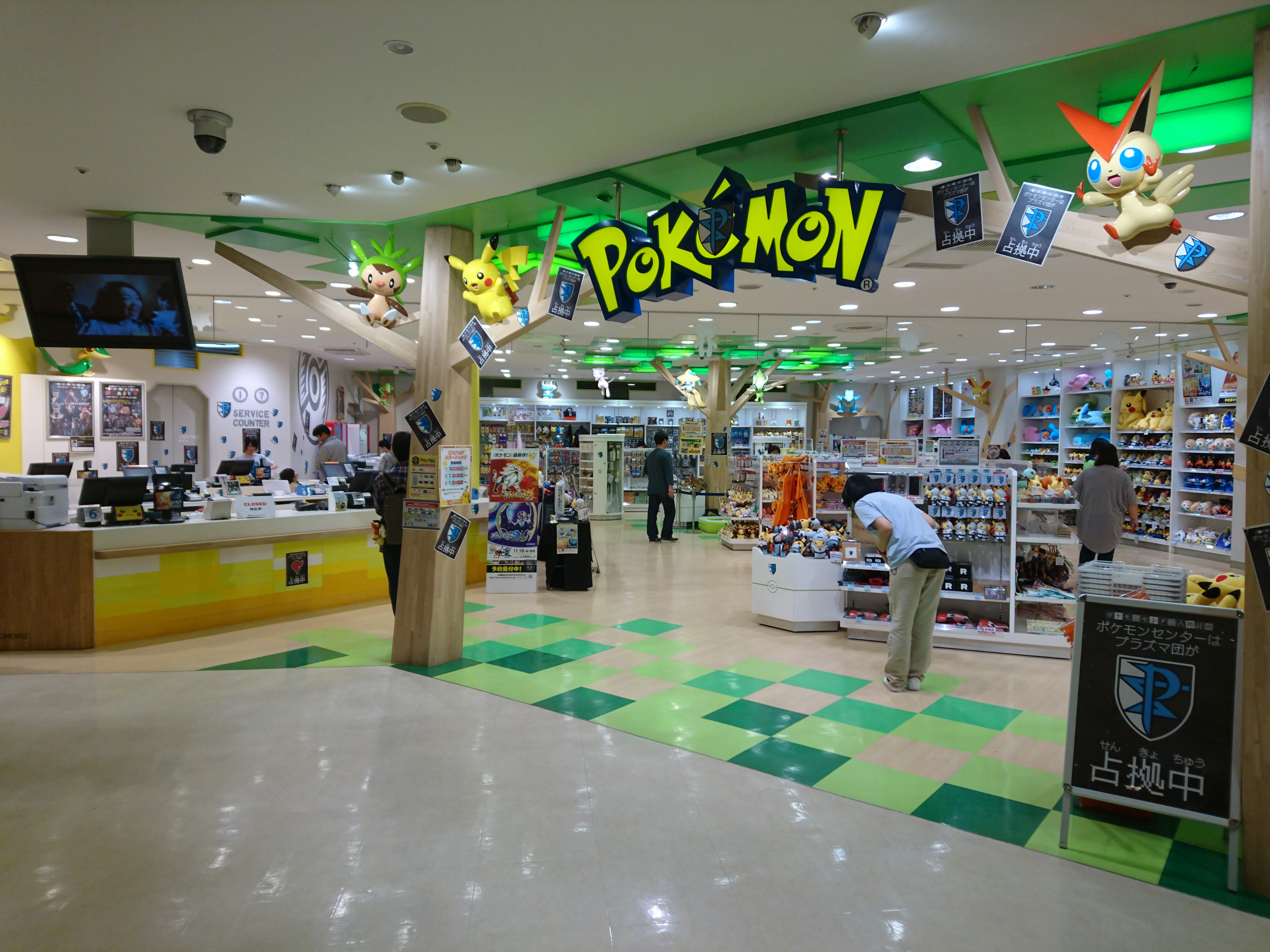
ポケモンセンタートウホク

ポケットモンスターの作品中に登場する施設と同名のポケモングッズ専門店「ポケモンセンター」を運営している。2024年9月現在、日本に16店舗存在する。日本国外においては、2019年4月より「ポケモンセンターシンガポール」、2023年12月より「ポケモンセンタータイペイ」を運営している。過去には、2001年11月から2005年2月までアメリカ・ニューヨークに「ポケモンセンターニューヨーク」、2014年6月に期間限定でフランス・パリにおいてイラストメインの店舗「ポケモンセンターパリ」、2016年10月から11月にはイギリス・ロンドンで「ポケモンセンターロンドン」を運営していた。その他、小規模ポップアップストアの「ポケモンセンター派出所」を複数地域で不定期に開店している。
ポケモンセンター以外にも国際空港や観光地を中心に展開している小規模ショップ「ポケモンストア」や、ポケモンの世界観を再現したメニューを提供する「ポケモンカフェ」、オンラインショップ「ポケモンセンターオンライン」の運営も行っている。

### ライセンス・タイアップ

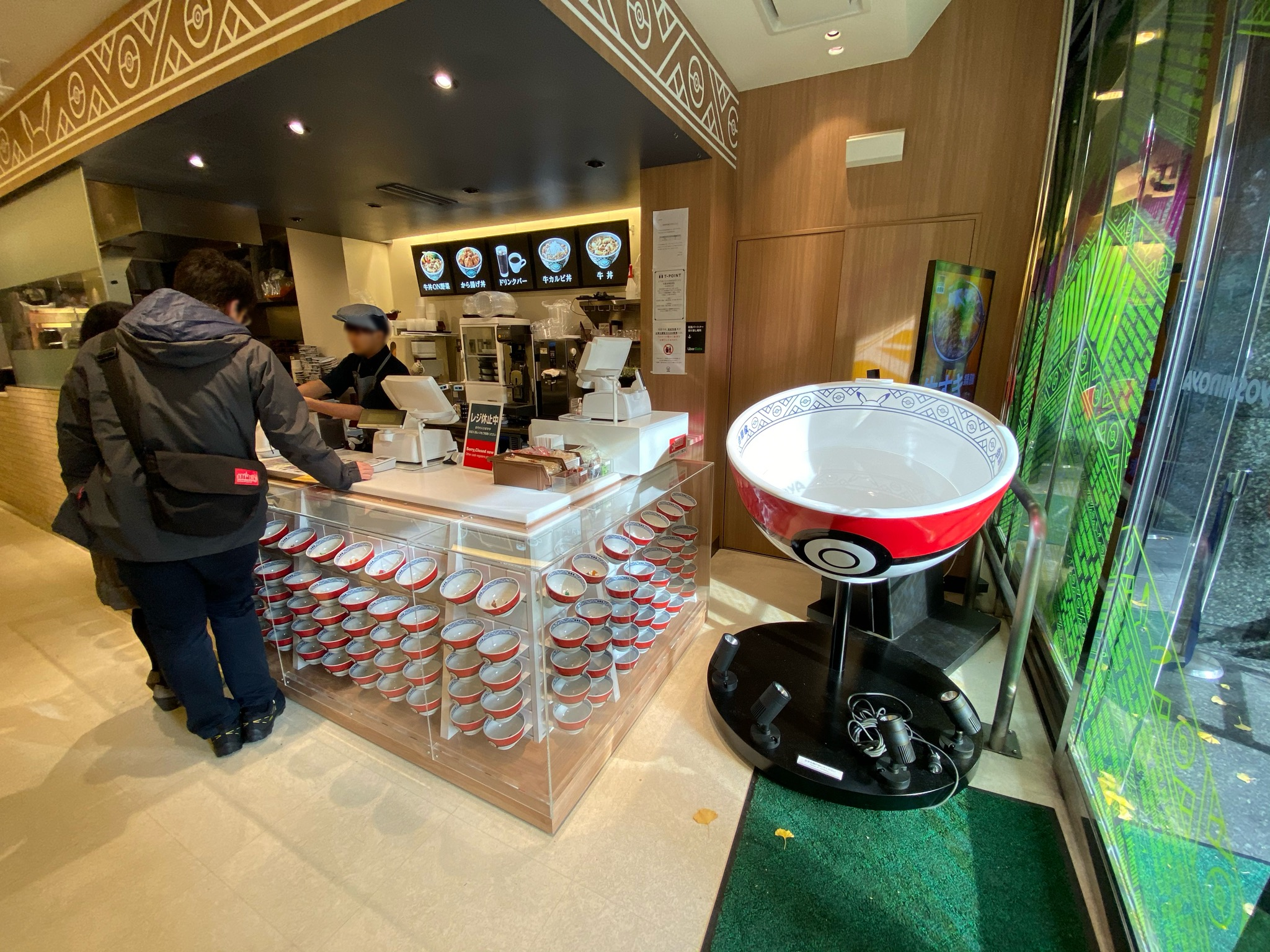
吉野家とポケモンのコラボレーション

2000年の商号変更と同時に、それまで任天堂が担っていたライセンス関連事業を継承した。ゲームの著作権者である任天堂、ゲームフリーク、クリーチャーズ、およびその3社に小学館集英社プロダクション、テレビ東京、ジェイアール東日本企画を加えたアニメ原作権者6社からライセンスを委託されたポケモンが、関連商品の販売やタイアップなどへのライセンスの許諾を担っている。タイにおいては2014年12月から現地の通信大手トゥルー・コーポレーションとマスターライセンシー契約を締結しており、同地域でのアニメの放映やキャラクター商品の販売などを一任している。

#### ポケモンローカルActs

指宿市に設置されたイーブイのマンホール蓋（ポケふた）

各都道府県に「推しポケモン」を設定し、ポケモンのイベント出演やスタンプラリーの実施、コラボグッズの販売、『Pokémon GO』との連動イベントなどの多様な内容で全国さまざまな地域の魅力とポケモンの魅力を国内外に発信する取り組み。東日本大震災の復興支援から始まった「POKEMON with YOU」事業、2015年にポケモンが運営するWebサイト「ポケモンだいすきクラブ」上にて実施したポケモン「ヤドン」と香川県のコラボレーション企画、2016年にリリースされた『Pokémon GO』にて実施した複数の地域とのコラボレーション企画を受け、2018年4月にエイプリルフール企画として香川県で「『ヤドン県』改名」イベントを実施し、成功したことから本格的に活動を始めた。2019年7月31日にこの事業は「ポケモンローカルActs」と名付けられ、活動を紹介するポータルサイトが開設された。本事業は営利目的ではなく、ライセンス使用料を受け取っていない。
様々なポケモンがデザインされたマンホールの蓋を設置する「ポケふた」プロジェクトや、伊藤園と共同で実施している推しポケモンがデザインされた災害対応自動販売機の設置事業なども本事業の一環として行われている。

### 海外事業
韓国、シンガポール、中国はそれぞれ子会社が存在し、それ以外のアジア地域はアジアビジネス事業部が担う。アジア以外の地域においては子会社であるThe Pokémon Company Internationalが担っている。「Think Globally, Act Locally（地球規模で考え、地域で行動しよう）」の精神に基づき、グローバルのプロデュースを最初に考え、それを地域に合わせて最適な形で提供していく方針で事業を行っている。
2022年10月28日に宝可梦（上海）玩具から中国本土向けに簡体字中国語版「ポケモンカードゲーム」を発売し、中国国内の公認店舗「ポケモンカードジム」は2023年12月時点で3000店を超えている。2023年12月に上海の国家会展中心で行われた公式大会「2023ポケモンカードゲームマスターズ・上海(宝可梦卡牌大师赛・上海)」の大会参加者は4000人強、来場者は16000人に登った。

### その他
- 2018年にロンドンの美術大学ロイヤル・カレッジ・オブ・アート（RCA）と共同で「ポケモンスカラシップ」という奨学金を設立し、RCAでデザインおよびコミュニケーションを専攻する修士課程2年生の学生へ学費の補助を行っている[47]。
- ポケモンワールドチャンピオンシップスを始めとした、ポケモンのゲームやカードの大会を主催している[48][49]。
- 2024年1月5日、能登半島地震の被災地域への支援のために日本赤十字社への義援金および支援団体への寄付金として5000万円を拠出すると発表した[50]。

## 関連会社
直営のポケモン関連施設を運営する株式会社ポケモンセンターと、4社の海外支社を持つ。2010年にポケモンのプロモーションを担う関連会社として設立された株式会社ポケモンコミュニケーションズは、2017年1月に株式会社ポケモンへ吸収合併された。『Pokémon GO』を共同で開発・運営しているNianticがGoogle社から独立する際には、任天堂とともに同社へ出資を行っている。
株式会社ポケモンセンター
オフィシャルショップ「ポケモンセンター」、カジュアルショップ「ポケモンストア」などのポケモングッズ専門店や、オンラインショップ「ポケモンセンターオンライン」などの運営を行う。2011年8月に株式会社ポケモンセンタートウキョーとして設立。2013年3月に現在の商号に変更された。六本木ヒルズに本社を置く。
The Pokémon Company International
アジア以外の地域での事業を担う。Pokémon USAとして2001年2日に設立され、2009年8月に現在の商号に変更された。アメリカ・ワシントン州ベルビューにシアトルオフィス、イギリス・ロンドンにロンドンオフィスを置く。2022年4月に、2015年からポケモンカードの印刷事業を手掛けていたアメリカ・ノースカロライナ州に拠点を置く印刷会社Millennium Print Groupを買収した。
Pokémon Korea, Inc.
大韓民国での事業を行う。2006年8月設立。
Pokemon Singapore Pte. Ltd.
シンガポールでの事業を行う。2018年5月設立。
宝可梦（上海）玩具有限公司（Pokémon Shanghai）

アジア地域以外の事業を行うThe Pokémon Company International。

中華人民共和国上海市での事業を行う。2020年7月設立。

## 人物
1998年の設立時から代表取締役社長は石原恒和が務めている。石原は『ポケットモンスター 赤・緑』よりポケモンソフト全作品にプロデューサーとして携わっている。代表取締役最高執行責任者（COO）を務める宇都宮崇人はコンサルティング会社ブーズ・アレン・ハミルトン、執行役員の河本拓は医療系メーカージョンソン・エンド・ジョンソンからの中途入社であり、入社までポケモンについてほとんど知らなかったが、それぞれ面接でポケモンのビジネスモデルに衝撃を受け入社を決意した。宇都宮は2005年に入社後、Webプロモーション、小売店舗事業などの各種事業を担当、『Pokémon GO』では事業責任者を務め、ポケモンセンタートウキョーのビジネスユニット長を経て、現職。2010年12月から2012年1月には、後に任天堂第5代社長となる君島達己が代表取締役を務めていた。2012年には、後に任天堂第6代社長となる古川俊太郎が社外取締役に就任している。
ゲームフリークの共同創設者であり、ゲーム『ポケットモンスター』シリーズの初代作である『ポケットモンスター 赤・緑』からプログラマーおよび作曲家として制作に関与して以降、同シリーズの開発に携わってきた増田順一が2022年6月1日にチーフ・クリエイティブ・フェローとして入社した。

## エピソード
2005年1月、国際的に最も権威のある学術雑誌の1つであるネイチャー誌に、POK赤血球骨髄球性個体発生因子（POK erythroid myeloid ontogenic factor）という転写抑制因子が発がんにおいて重要な役割を担うという研究結果が発表され、この遺伝子に頭文字をとって「POKEMON」という名前がつけられた。この論文はマスコミの注目を浴び、「Pokemon’s cancer role revealed（癌におけるPokemonの役割が判明）」という見出しで各種雑誌に掲載され、がんとポケモンを関連付けられることを恐れたPokémon USAはネイチャー誌に対して、その遺伝子をPOKEMONと呼ぶことを中止しなければ提訴すると警告した。警告後、その研究成果を発表したメモリアルスローンケタリングがんセンターはその遺伝子をHUGO Gene Nomenclature Committeeによってつけられていた系統名であるZbtb7と呼んでいる。